# Bisdom Coronel Oviedo

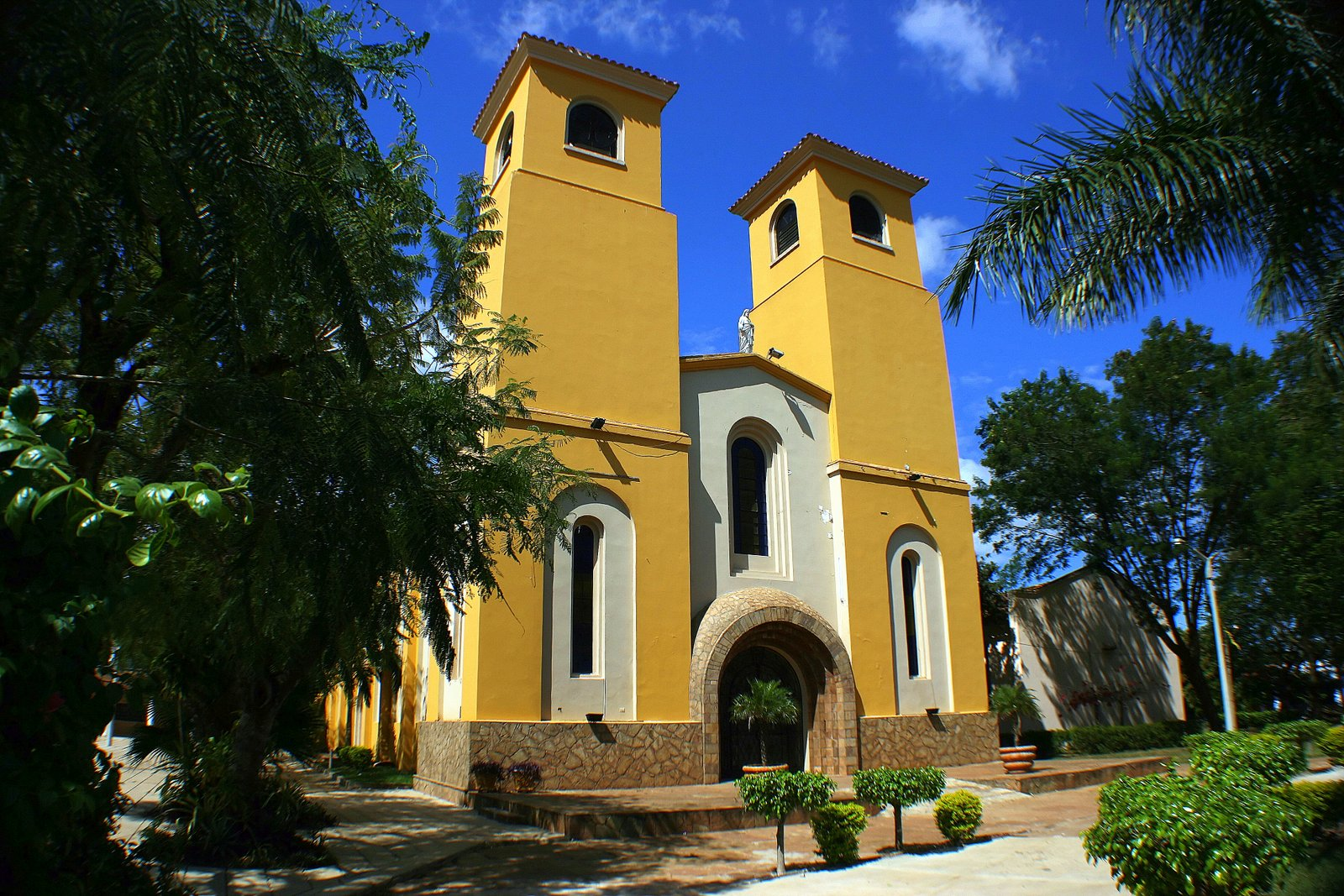
De kathedraal van Coronel Oviedo

Het bisdom binnen Paraguay

Het bisdom Coronel Oviedo (Latijn: Dioecesis Oviedopolitana) is een rooms-katholiek bisdom met als zetel Coronel Oviedo in Paraguay. Het bisdom is suffragaan aan het aartsbisdom Asunción.
In 1961 werd Coronel Oviedo een territoriale prelatuur en in 1976 werd het een bisdom.
In 2019 telde het bisdom 24 parochies. Het bisdom heeft een oppervlakte van 12.327 km² en telde in 2019 545.900 inwoners waarvan 95% rooms-katholiek was. 

## Bisschoppen
- Gerolamo Pechillo, T.O.R. (1961-1976)
- Claudio Silvero Acosta, S.C.I. di Béth. (1976-1998)
- Ignacio Gogorza Izaguirre, S.C.I. di Béth. (1998-2001)
- Juan Bautista Gavilán Velásquez (2001-)